# Sigma-algebra
In de wiskunde is een sigma-algebra, σ-algebra of stam een collectie deelverzamelingen van een gegeven verzameling die niet alleen een algebra van verzamelingen is, maar waarvoor als extra eigenschap geldt dat ook de vereniging van aftelbare deelcollecties tot de collectie behoort (vandaar de terminologie sigma). In een σ-algebra kan daarom niet alleen, als in een algebra, met verzamelingen gerekend worden, maar is ook een soort limietbegrip mogelijk. 
Een σ-algebra heeft de geschikte eigenschappen om de "gebeurtenissen" in de kansrekening of de "meetbare verzamelingen" in de maattheorie te vormen. 

## Definitie
Een σ-algebra is een algebra van verzamelingen die gesloten is onder aftelbare vereniging. Uitdrukkelijk:
Een familie {\displaystyle {\mathcal {A}}} van deelverzamelingen van een verzameling {\displaystyle \Omega } is een σ-algebra van verzamelingen over {\displaystyle \Omega } als aan de volgende eigenschappen is voldaan:
1. {\displaystyle \Omega \in {\mathcal {A}}}
2. {\displaystyle \forall X\in {\mathcal {A}}:X^{c}(=\Omega \setminus X)\in {\mathcal {A}}}
3. {\displaystyle \forall X_{1},X_{2},\ldots \in {\mathcal {A}}:X_{1}\cup X_{2}\cup \ldots \in {\mathcal {A}}}

De enige verstrakking ten opzichte van de definitie van een algebra van verzamelingen is dat {\displaystyle {\mathcal {A}}} niet alleen voor eindige, maar ook voor aftelbaar oneindige verenigingen gesloten moet zijn.
De verzameling {\displaystyle \Omega } wordt in dit verband universele verzameling of universum genoemd.
De elementen van {\displaystyle {\mathcal {A}}} heten meetbare verzamelingen (in de kansrekening: gebeurtenissen) en het koppel {\displaystyle (\Omega ,{\mathcal {A}})} een meetbare ruimte.

### Voorbeelden
De machtsverzameling {\displaystyle 2^{\Omega }=\{A\mid A\subseteq \Omega \}} is een σ-algebra, genaamd de discrete σ-algebra.
Het ongeordende tweetal {\displaystyle \{\Omega ,\emptyset \}} vormt een σ-algebra, genaamd de triviale of indiscrete σ-algebra.

### Interpretatie
De elementen van {\displaystyle \Omega } zijn alle mogelijke uitkomsten van waarnemingen die we ons kunnen voorstellen. De elementen van {\displaystyle {\mathcal {A}}} zijn gebeurtenissen die al dan niet kunnen optreden. Een gebeurtenis {\displaystyle X} treedt op als {\displaystyle \omega \in X}. 
Zo kan {\displaystyle \Omega } de verzameling zijn van alle mogelijke lengtes die mijn potlood kan hebben op 26 april 2007 om klokslag twaalf uur 's middags Centraal-Europese zomertijd. Of liever: de verzameling van alle mogelijke potloodlengtes die ik me kan voorstellen, want in werkelijkheid had mijn potlood natuurlijk maar één lengte. Laten we zeggen dat {\displaystyle \Omega =\mathbb {R} ^{+}}, de niet-negatieve reële getallen. Het universum moet groot genoeg zijn om alle realistische mogelijkheden te omvatten, maar de concrete keuze zegt meer over mijn voorstellingsvermogen dan over de werkelijkheid.
Als ik mijn potlood op het genoemde tijdstip bekijk, heeft het een zekere lengte. Het universum Ω moet dus tot de algebra van gebeurtenissen behoren.
Als ik mijn potlood op het genoemde tijdstip vergelijk met een geijkt maatstokje van 10 centimeter, kan ik in principe vaststellen of het potlood ten hoogste 10 centimeter lang is. De gebeurtenis "het potlood is niet langer dan 10 centimeter" behoort dus tot de algebra van meetbare verzamelingen. En meteen ook haar complementaire gebeurtenis, "het potlood is wel langer dan 10 centimeter".
Op soortgelijke wijze kan beredeneerd worden dat de vereniging van twee gebeurtenissen weer een gebeurtenis kan zijn, en dus tot de algebra moet horen. 
De belangrijkste veronderstelling die ten grondslag ligt aan het gebruik van σ-algebra's, is dus: een vereniging van een oneindige rij meetbare uitspraken wordt nog steeds als meetbaar beschouwd.
Als ik metingen combineer van verschillende grootheden, moet het universum {\displaystyle \Omega } minstens het cartesisch product van de verschillende uitkomstenverzamelingen kunnen bevatten.
Als ik metingen doe op verschillende tijdstippen van een grootheid die in de tijd kan variëren, moet {\displaystyle \Omega } groot genoeg zijn om alle mogelijke evoluties van de waarneembare wereld te bevatten. Met name in de studie van stochastische processen wordt {\displaystyle \Omega } daarom vaak de padruimte genoemd (een evolutie is een tijdsafhankelijk pad in een toestandsruimte).

## Meetbare afbeelding
Bij twee gegeven meetbare ruimten {\displaystyle (\Omega _{a},{\mathcal {A}})} en {\displaystyle (\Omega _{b},{\mathcal {B}})} onderscheidt men meetbare afbeeldingen, dit zijn afbeeldingen {\displaystyle f:\Omega _{a}\to \Omega _{b}} die de structuur van de σ-algebra's respecteren in de zin dat
{\displaystyle \forall B\in {\mathcal {B}}:f^{-1}(B)\in {\mathcal {A}}}
In de categorie der meetbare ruimten vormen de meetbare afbeeldingen de morfismen.

## Voortbrenging
De doorsnede van een willekeurige familie σ-algebra's op eenzelfde onderliggend universum, is opnieuw een σ-algebra.
De sigma-algebra voortgebracht door een gegeven stel deelverzamelingen van het universum, is de doorsnede van alle σ-algebra's waartoe die deelverzamelingen behoren. Anders gezegd: het is de kleinste σ-algebra waarvoor de gegeven deelverzamelingen allemaal meetbaar zijn.

### Voorbeeld
De Borelstam van een topologische ruimte is de kleinste σ-algebra die alle open verzamelingen bevat.

## Cartesisch product van twee sigma-algebra's
Zijn gegeven twee meetbare ruimten {\displaystyle \left(\Omega _{1},{\mathcal {A}}_{1}\right)} en {\displaystyle \left(\Omega _{2},{\mathcal {A}}_{2}\right)}. Op het Cartesisch product {\displaystyle \Omega _{1}\times \Omega _{2}} vormen de producten van meetbare verzamelingen
{\displaystyle {\mathcal {P}}=\left\{X\times Y|X\in {\mathcal {A}}_{1},Y\in {\mathcal {A}}_{2}\right\}}
niet noodzakelijk een sigma-algebra. Ze brengen wel een sigma-algebra voort, en die noemen we de product-(sigma-)algebra.
De projectie-afbeeldingen zijn meetbare afbeeldingen in hogergenoemde zin.

### Voorbeeld
De productstam van de Borelstam op de reële getallenas {\displaystyle \mathbb {R} } (uitgerust met de gewone topologie) met zichzelf is de Borelstam op het reële vlak {\displaystyle \mathbb {R} ^{2}.} De open cirkelschijf met middelpunt (0,0) en straal 1 vormt een voorbeeld van een meetbare verzameling in het vlak niet het product is van twee meetbare verzamelingen van de rechte. Ze kan wel worden geschreven als aftelbaar oneindige vereniging van dergelijke producten (bijvoorbeeld, een vereniging van open rechthoeken waarvan de zijden evenwijdig lopen met de assen).

## Verband met kansrekening en maattheorie
Algebra's van verzamelingen kunnen in principe reeds gebruikt worden als basis voor de kansrekening. De kans op een gebeurtenis is dan een getal tussen 0 en 1 dat met een element van {\displaystyle {\mathcal {A}}} geassocieerd wordt. De algemene maattheorie kan gelijkaardig starten, door toe te laten dat de maat van een verzameling groter is dan 1 of zelfs oneindig.
Een dergelijke "eindige" theorie levert echter technische moeilijkheden op als men limieten van oneindige rijen stochastische veranderlijken respectievelijk integreerbare functies wil controleren. Het "aftelbaar oneindige" meetbaarheidsbegrip dat door σ-algebra's wordt ondersteund, verhelpt dit euvel. 